# Traité d'harmonie
Harmonielehre

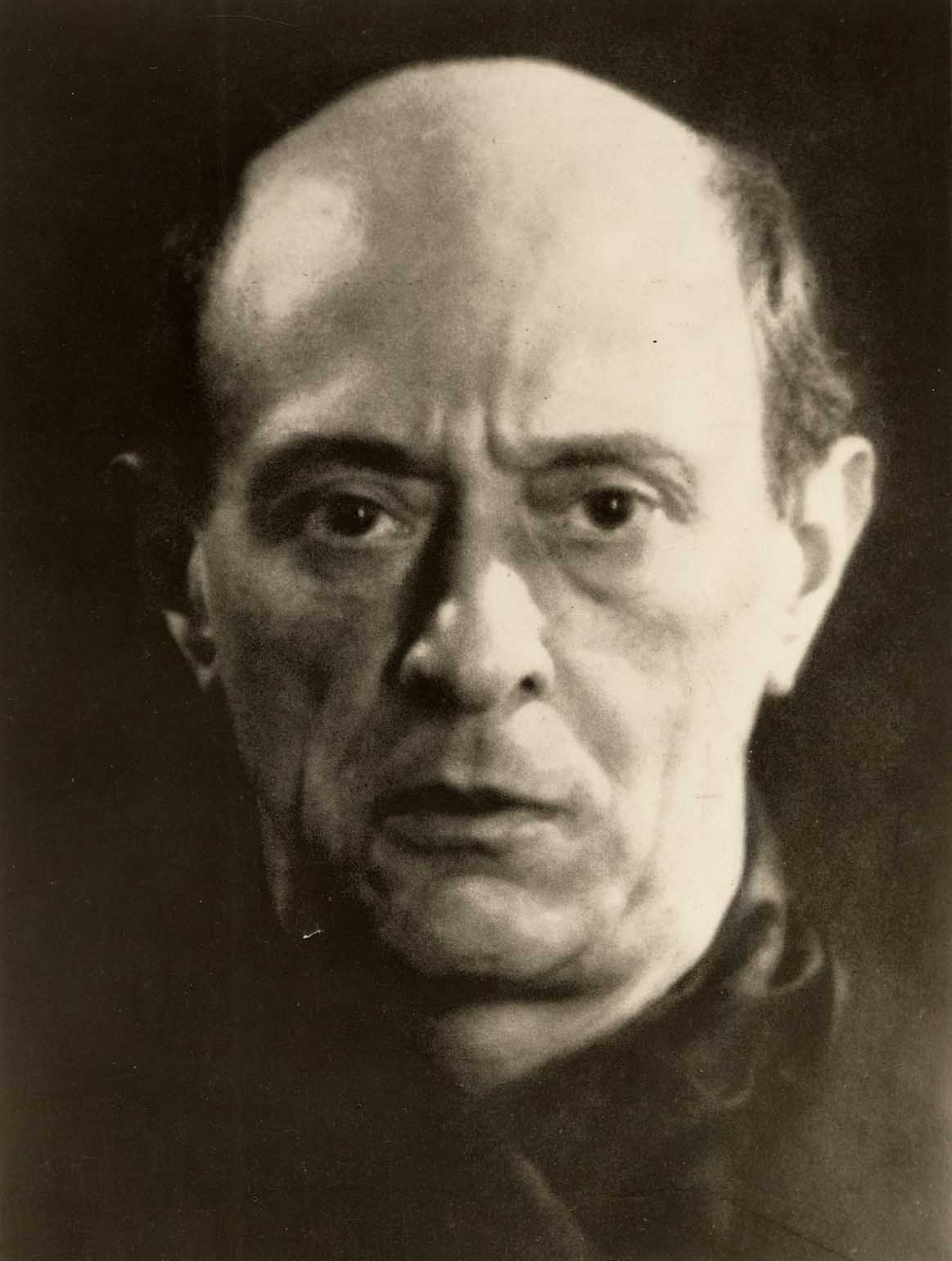
Arnold schönberg

Le Traité d'harmonie (en allemand, Harmonielehre) est un ouvrage d'Arnold Schönberg, écrit en 1910, publié l'année suivante par les éditions Universal à Vienne.

## Présentation
Antoine Goléa tient à « rappeler que le Traité d'Harmonie de Schönberg, un des grands ouvrages didactiques au seuil du siècle, est un traité d'harmonie tonale, où non seulement Debussy — le premier, celui du Prélude à l'après-midi d'un faune — mais aussi Puccini et sa Tosca sont évoqués ; cela prouve qu'en composant atonalement, Schönberg n'entendait imposer sa façon de faire à personne, ni proclamer la mort de la musique tonale ».

## Éditions
- (de) Harmonielehre (1re édition en 1911, 3e édition en 1922, rééd. 1949), Universal Edition, Vienne Universal.
- (en) Harmonielehre traduit en anglais par Roy E. Carter, Berkeley, University of California Press, 1978.
- Traité de l'harmonie, traduit de l'allemand et présenté par Gérard Gubish, coll. « Musiques et musiciens », Lattès, 1983 (OCLC 25125202).
  - Réédition, Mediamusique, 2008.
  - Erwin Stein, Praktischer Leitfaden zu Schönbergs Harmonielehre: ein  Hilfsbuch für Lehrer und Schüler (Guide pratique pour le Traité d'harmonie de Schoenberg à destination des enseignants et des étudiants) (1912), Wien, Universal-Edition, préface de Schoenberg et de Stein, 1923 (48 p.).
  - Fonctions structurelles de l'harmonie (un supplément au Traité d'harmonie), édition révisée, traduction, introduction et commentaires de Bernard Floirat, préface de Nicolas Meeùs, collection Musique Recherches sous la direction de Jean-Jacques Nattiez et Jean-Michel Bardez, Sampzon, Delatour France, 2017 (30 p., 230 p.).